# Samolaco

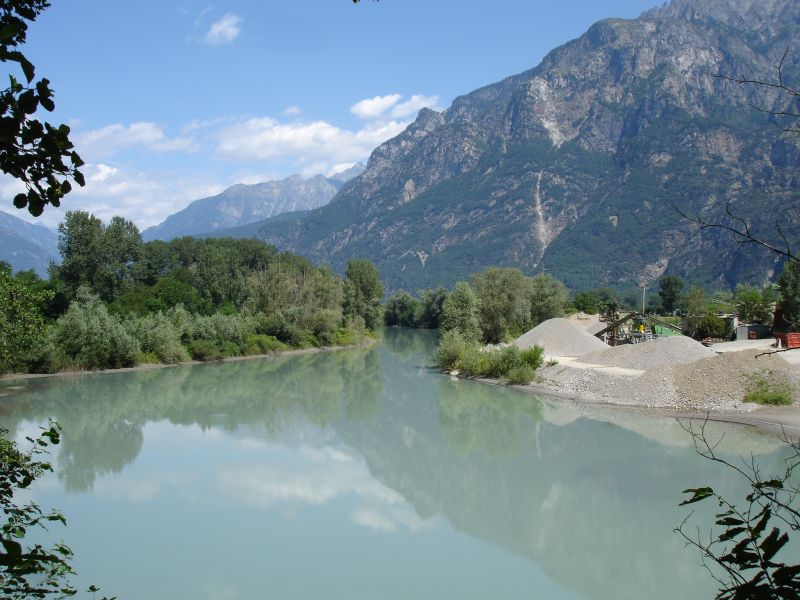
Fluss Mera

Samolaco ist eine norditalienische Gemeinde (comune) in der Provinz Sondrio in der Lombardei.

## Lage und Einwohner
Die Gemeinde liegt etwa 38,5 Kilometer westnordwestlich von der Provinzhauptstadt Sondrio an der Mera und gehört zur Comunità Montana della Valchiavenna. Samolaco grenzt unmittelbar an die Provinz Como. Zusammen mit den Fraktionen Era, San Pietro, Somaggia, Ponte Nave, Bedogna, Bisee, Casenda, Giumellasco, Poiat, Paiedo, Vigazzolo und Schenone hat die Gemeinde Samolaco 2887 Einwohnern (Stand 31. Dezember 2023).
Die Nachbargemeinden sind Gordona, Livo (CO), Montemezzo (CO), Novate Mezzola, Prata Camportaccio, Sorico (CO) und Vercana (CO).

## Geschichte

### Die Ursprünge
Das heutige Val Chiavenna war bereits in der Jungsteinzeit bewohnt, was sich anhand von Felsritzungen zeigt.

### Die römische Zeit
Während der römischen Herrschaft hatte das Valchiavenna eine relative Unabhängigkeit, obwohl die Tabula Clesiana, ein Dokument, das bescheinigt, dass das Valchiavenna ein Municipium von Como war, noch 16 v. Chr. In Kraft war. Das Tal wurde in Verwaltungseinheiten unterteilt, die vici-fundi genannt wurden, die sowohl Land als auch Männer eines bestimmten Gebiets vor den römischen Steuerbehörden einschlossen. Nach dem Abstieg des römischen Kaisers Augustus  gab es eine Periode der Ruhe und es gab eine progressive Latinisierung der Reden des Tales. Das Christentum wurde vielleicht schon im 1. Jahrhundert n. Chr. in den Gebieten von Samolaco installiert; nach der katholischen Tradition, genau in diesen Bereichen das Martyrium von Fedele aus Como, zu dessen Gedächtnis heute das Oratorium San Fedele steht.

### Die Invasionen der Barbaren
Das Territorium von Samolaco war, nach 350, durch die Invasion von Alamannen interessiert, die jedoch 368 durch Valentinian I. besiegt wurden. Im Jahr 401 fuhr der römische General Stilicho, dann, von der Valchiavenna der Barbarenkönig Alarich I. Dann überquerten die Ostgoten, die Goten, die Byzantiner und die Franken das Territorium. Ab 728 wurde das Gebiet von Samolaco von der Herrschaft der Langobarden beeinflusst, es bleibt vielleicht Zeugnis in einigen dialektalen Begriffen.

### Nach den Tausend
Um das Jahr 1000 wurde der Vertrag der enfiteusi eingeführt, der Kauf und Verkauf von Land wurde ebenfalls erlaubt. Sie überlebten jedoch die kollektiven Eigenschaften, die vicanalia, Eigentum der Vici, und der conceliba, die stattdessen zu den Plebs gehörten. Die Conceliba wurde später als Comunia genannt und die Gemeinde entstand aus der Notwendigkeit, die Gemeingüter zu verwalten. Chiavenna wurde 1097 eine freie Gemeinde mit seinen eigenen Konsuln, in Samolaco wurde eine Abteilung seiner Bürgerwache gelegt. Zuvor war die Pfarrkirche von Samolaco dem Bischof von Como anvertraut, der eine Burg errichtet hatte, die 1060 durch einen Erdrutsch zerstört wurde. Dann wurde wieder eine Burgfestung gebaut, die die Zugänge vom Comer See kontrollierte.
Auch Como war vom Zusammenstoß zwischen Ghibellinen und Guelfen betroffen. Im Jahr 1282 zerstörten die Rusconi, eine wichtige Guelfenfamilie, den Bischofspalast. Zu dieser Zeit wurden Subsistenzwirtschaft, Pastoralismus, Kohleproduktion und Kastanienernte praktiziert. 1301 wurde Samolaco eine selbständige Gemeinde mit eigenem Konsul. Der Konsul wurde jedes Jahr abwechselnd unter den Familienoberhäuptern der verschiedenen Dörfer gewählt. Dann folgte eine Phase der Stabilität unter der Herrschaft der Visconti, die an der Wiederherstellung der alten Straße interessiert waren, die von Lario über Samolaco nach Chiavenna führte.

## Verkehr
Durch die Gemeinde führt die Strada Statale 36 del Lago di Como e dello Spluga von Cinisello Balsamo zur Schweizer Grenze auf dem Splügenpass. Samolaco verfügt über einen Haltepunkt der Veltlinbahn an der Teilstrecke Colico – Chiavenna v. v.

## Sehenswürdigkeiten
- Kirche Sant’Andrea in Montenovo[3] mit Fresken 1632 des Malers Giovanni Battista Macholino[4]